# ضريبة الحد الأدنى البديلة في الولايات المتحدة
ضريبة الحد الأدنى البديلة (بالإنجليزية: Alternative Minimum Tax) هي ضريبة الدخل المفروضة من قبل الحكومة الفيدرالية للولايات المتحدة على الأفراد، والشركات، والعقارات. تفرض بمعدل ثابت تقريبا على مبلغ معدل من الدخل الخاضع للضريبة فوق حدٍّ معين (المعروف أيضا باسم الشريحة المعفاة). هذا الإعفاء هو أعلى بكثير من الإعفاء من ضريبة الدخل العادية.

## حساب ضريبة الحد الأدنى البديلة
في كل عام، يتعين على دافعي الضرائب من ذوي الدخل المرتفع حساب ودفع المبلغ الأعلى بين ضريبة الحد الأدنى البديلة (AMT) أو الضريبة العادية.
يُحسب الحد الأدنى البديل للدخل الخاضع للضريبة (AMTI) من خلال أخذ الدخل العادي لدافع الضرائب وإضافة بعض الاعتمادات والخصومات غير المسموح بها، مثل:
- عنصر الصفقة في خيارات الأسهم التحفيزية،
- خصم الضرائب المحلية وضرائب الولايات،
- الاعتمادات الضريبية الأجنبية،
- خسائر الأنشطة السلبية.

بعد حساب مبلغ الـ AMTI، يتم تحديد مقدار الإعفاء المتاح، ويُخصم من إجمالي الـ AMTI. وأخيراً، يخضع المبلغ المتبقي لضريبة بنسبة 26٪ أو 28٪، حسب مستوى الدخل.
جدول معدلات ضريبة الحد الأدنى البديلة والإعفاءات الضريبية لعام 2019 على دخل ضريبة الحد الأدنى البديلة:
| الحالة                                    | أعزب                         | متزوج تقديم مشترك            | متزوج تقديم منفصل | صندوق استئماني               |
| ----------------------------------------- | ---------------------------- | ---------------------------- | ----------------- | ---------------------------- |
| معدل الضريبة 26%                          | 0-194,800 دولار              | 0-194,800 دولار              | 0-97,400 دولار    | 0-194,800 دولار              |
| معدل الضريبة 28%                          | 194,800 دولارًا أمريكيًا فأكثر | 194,800 دولارًا أمريكيًا فأكثر | 97,400 دولارًا     | 194,800 دولارًا أمريكيًا فأكثر |
| مبلغ الإعفاء                              | 71,700 دولارًا                | 111,700 دولارًا               | 55,850 دولارًا     | 25000 دولار                  |
| يبدأ التخلص التدريجي من الإعفاء في (2019) | 510,300 دولار                | 1,020,600 دولار              | 510,300 دولار     | 83,500 دولار                 |
| لا مزيد من الإعفاء في (2019)              | 797,100 دولارًا               | 1,467,400 دولار              | 733,700 دولارًا    | 183,500 دولار                |
| معدل مكاسب رأس المال طويلة الأجل          | 15%، 20%                     | 15%، 20%                     | 15%، 20%          | 15%، 20%                     |

### مثال على عملية الحساب
أليس دافعة ضرائب عازبة تكسب 100,000 دولار من دخل أجور W-2 في عام 2019. كما قامت بممارسة واحتفاظ (لم تبيع) 800 خيار أسهم حافزية (ISOs) لكل منها لصالح صاحب عملها، بسعر إضراب قدره 100 دولار وقيمة سوقية عادلة حالية تبلغ 200 دولار. وبهذا، تتحمل مبلغًا إضافيًا قدره 80,000 دولار من عنصر الصفقة (bargain element) الذي لا يخضع للضريبة ضمن الدخل العادي، ولكنه يُضاف إلى دخل الضريبة البديلة (AMT). وليس لديها أي خصومات مفصلة.
وبالتالي، يتعين على أليس حساب ضريبة الدخل مرتين:
الضرائب العادية
تحسب أليس مبلغ 15,246 دولارًا كضرائب الدخل الفيدرالية العادية على 100,000 دولار: 100,000 دولار - 12,200 دولار كخصم قياسي = 87,800 دولار كدخل خاضع للضريبة، وبمعدلات ضريبية عادية تبلغ 10%، 12%، 22%، و24%، ستدفع 15,246.50 دولارًا كضرائب.
ضريبة الحد الأدنى البديلة
1. أخذ أليس دخلها العادي البالغ 100,000 دولار،
2. ثم تضيف جميع تعديلات وإعفاءات ضريبة الحد الأدنى البديلة (AMT). في هذه الحالة، لديها 80,000 دولار من عنصر صفقة خيارات الأسهم الحافزة، وهو مبلغ يخضع للضريبة ضمن ضريبة الحد الأدنى البديلة ولكنه غير مُدرج ضمن الدخل العادي، ليصل دخل ضريبة الحد الأدنى البديلة إلى 180,000 دولار.
3. يقع دخل ضريبة الحد الأدنى البديلة لأليس، البالغ 180,000 دولار، ضمن نطاق إلغاء الإعفاء لعام 2019 الذي يبدأ عند 510,300 دولار لدافعي الضرائب المنفردين، لذا فهي تستحق الحصول على كامل مبلغ الإعفاء البالغ 71,700 دولار.
4. تخصم أليس مبلغ الإعفاء البالغ 71,700 دولار من دخل ضريبة الحد الأدنى البديلة البالغ 180,000 دولار، ليصبح الدخل الخاضع للضريبة 108,300 دولار، ويتم فرض الضريبة عليه بمعدل 26% فقط، مما ينتج عنه عبء ضريبي قدره 28,158 دولارًا.

نظرًا لأن عبء ضريبة الحد الأدنى البديلة (AMT) المترتب على أليس، والذي يبلغ 28,158 دولارًا، أكبر من عبء الضريبة العادية البالغ 15,246 دولارًا، فإنها تدفع في المجمل 28,158 دولارًا كضرائب فيدرالية (أي 15,246 دولارًا ضريبة عادية بالإضافة إلى 12,912 دولارًا ضريبة بديلة). وبما أن عنصر صفقة خيارات الأسهم الحافزة (ISO) يُعتبر تعديلًا زمنيًا في سياق AMT، فهي تستطيع ترحيل مبلغ 12,912 دولارًا من ضريبة AMT المدفوعة إلى السنة الضريبية 2020 كائتمان ضريبي أدنى، حيث يمكنها استرداد هذا المبلغ أو جزء منه في السنوات التالية

### التفاصيل والتعديلات
بسبب تأثير إلغاء الإعفاءات التدريجي، توجد معدلات ضريبية هامشية فعلية تبلغ 32.5% و35%. ويظل معدل الضريبة المنخفض ساريًا على مكاسب رأس المال طويلة الأجل (والأرباح المؤهلة). بينما عدل قانون خفض الضرائب والوظائف (TCJA) الإعفاءات وآليات الإلغاء التدريجي للمتقدمين الأفراد وغير المتزوجين، إلا أنه لم يُجرِ تغييرات على ذلك بالنسبة للصناديق الاستئمانية.
في ضريبة الحد الأدنى البديلة، لا ينطبق الخصم القياسي، لكن يُطبق إعفاء ضريبة الحد الأدنى البديلة. لا تُقبل الضرائب المحلية والولائية والأجنبية كخصومات. ومع ذلك، فإن معظم الخصومات المفصلة الأخرى تُطبق جزئيًا على الأقل. بالإضافة إلى ذلك، تُجرى تعديلات مهمة على الدخل والخصومات. يجب على الأفراد تقديم نموذج 6251 إلى دائرة الضرائب الداخلية (IRS) إذا كان لديهم أي ضريبة بديلة صافية مستحقة. كما يُستخدم النموذج أيضًا للمطالبة بالائتمان الضريبي لضريبة الحد الأدنى البديلة عن السنة السابقة.
تتضمن التعديلات الأخرى في حساب AMT ما يلي:
- لا يُسمح بالخصومات المتنوعة المفصلة. وتشمل هذه البنود جميع العناصر الخاضعة لـ "الحد الأدنى" البالغ 2%، مثل نفقات أعمال الموظفين، ورسوم إعداد الضرائب، وما إلى ذلك.
- يقتصر خصم فائدة الرهن العقاري على الفائدة على قروض شراء المسكن الأول والثاني.
- لا يجوز خصم النفقات الطبية إلا إذا تجاوزت 10% من الدخل الإجمالي المعدل، مقارنة بـ 7.5% للضريبة العادية.
- عنصر الصفقة في خيار الأسهم الحافزة عند ممارسته وعدم بيع الأسهم في نفس السنة الضريبية، بغض النظر عما إذا كان من الممكن بيع الأسهم على الفور أم لا.

تنطبق العديد من تعديلات ضريبة الحد الأدنى البديلة على الشركات. تميل هذه التعديلات إلى تأجيل بعض الخصومات أو إلى الاعتراف بالدخل في وقت مبكر. وتشمل هذه التعديلات ما يلي:
- يجب حساب خصومات الاستهلاك باستخدام طريقة الخط المستقيم وباستخدام فترات حياة أطول من تلك التي يمكن استخدامها للضريبة العادية. (انظر MACRS )
- تعتبر الخصومات الخاصة ببعض "التفضيلات" محدودة. وتشمل هذه الخصومات المتعلقة بما يلي:

1. تكاليف التوزيع،
2. تكاليف التعدين،
3. تكاليف البحث والتجريب،
4. تكاليف الحفر غير الملموسة، و
5. استهلاك معين.

- يجب الاعتراف ببعض الدخل في وقت مبكر، بما في ذلك:
  1. العقود طويلة الأجل و
  2. البيع بالتقسيط.

إلى الحد الذي يتجاوز فيه دخل الضريبة الفيدرالية العادية الحد الأدنى البديل للدخل، قد يتم توفير ائتمان مستقبلي يمكنه تعويض الضريبة العادية المستقبلية في السنوات التي لا يُطبق فيها الحد الأدنى البديل للضريبة، إذا كان سبب تطبيق الضريبة هو عناصر تعديل التوقيت مثل ممارسة خيارات الأسهم ذات العائد الثابت. مع ذلك، هذا الائتمان محدود. لمزيد من التفاصيل، يُرجى الاطلاع على قسم 'الائتمان البديل مقابل الضريبة العادية'.
يتم العثور على الضريبة العادية المستخدمة كأساس لحساب الضريبة البديلة في الأسطر التالية من نماذج الإقرار الضريبي: النموذج الفردي 1040 في السطر 44، بعد طرح الائتمان الضريبي الأجنبي.
تنطبق بعض التعديلات الأخرى أيضًا. بالإضافة إلى ذلك، تنتقل حصة الشريك أو المساهم من دخل ضريبة الحد الأدنى البديلة والتعديلات إلى الشريك أو المساهم في الشراكة أو شركة S.
يتم تخفيض ضريبة الحد الأدنى البديلة عبر ائتمان ضريبي أجنبي، ويقتصر هذا الائتمان على دخل ضريبة الحد الأدنى البديلة وليس على الدخل الخاضع للضريبة العادي.كما يُسمح ببعض الاعتمادات الضريبية المحددة للأعمال